# Live (album Sedesu)
Live – koncertowy album zespołu Sedes nagrany w studiu przy udziale zaproszonej publiczności. Wydany w maju 1993 przez wytwórnię Melissa Productions.

## Lista utworów
Źródło:.
1. „Terminator”
2. „Polityka”
3. „Koszmar”
4. „Zamki”
5. „Ten dzień”
6. „Kurwa twa”
7. „Nie dotykajcie mnie”
8. „Jesienny wiatr”
9. „La Bamba”
10. „Lechu”
11. „Ludzie”
12. „Impas”
13. „Anarchiści”
14. „Zagłada”
15. „Mamy dość”
16. „Twój najpiękniejszy dzień”
17. „a-moll, C-dur”
18. „Wszyscy pokutujemy”
19. „Świnie”
20. „Kacza dupa"

## Twórcy
- Jan „Młody” Siepiela – śpiew
- Wojciech Maciejewski – gitara
- Dariusz „Para Wino” Paraszczuk – gitara basowa, śpiew
- Dariusz Wieczorek – perkusja

Realizacja
- Maciej Marchewka – mix i realizacja